# Antiche unità di misura del circondario di Penne
Sono qui riportate le conversioni tra le antiche unità di misura in uso nel circondario di Penne e il sistema metrico decimale, così come stabilite ufficialmente nel 1877; non si riportano le unità di misura e di peso stabilite con la riforma del 1840, rese uniformi nell'intero Regno di Napoli.
Nonostante l'apparente precisione nelle tavole, in molti casi è necessario considerare che i campioni utilizzati erano di fattura approssimativa o discordanti tra loro.

## Misure di lunghezza
| Comuni         | Denominazione             | Valore                    | Unità                     |
| -------------- | ------------------------- | ------------------------- | ------------------------- |
| Tutti i comuni | Secondo la legge del 1840 | Secondo la legge del 1840 | Secondo la legge del 1840 |
| Tutti i comuni | Canna                     | 2,645503                  | m                         |
| Tutti i comuni | Palmo                     | 0,264550                  | m                         |
| Tutti i comuni | Prima del 1840            |                           |                           |
| Tutti i comuni | Canna                     | 2,109360                  | m                         |
| Tutti i comuni | Palmo                     | 0,263670                  | m                         |

La canna legale è di 10 palmi.
Il palmo legale si divide in 10 decimi, il decimo in 10 centesimi, il centesimo in 10 millesimi.
700 canne legali fanno il miglio legale.
Per le misure anteriori al 1840, la canna abusiva si divide in 8 palmi, il palmo in 12 once, l'oncia in 5 Minuti.
10 palmi fanno una pertica.
7 palmi fanno il passo. 10 passi fanno la catena.
Come base delle misure agrarie si usavano pure nei diversi Comuni Passi da terra di Palmi 9 1/2, 10, 10 2/3, 11, 12, 13 1/3.

## Misure di superficie
| Comuni         | Denominazione  | Valore   | Unità |
| -------------- | -------------- | -------- | ----- |
| Tutti i comuni | Moggio         | 699,8684 | m²    |
| Tutti i comuni | Palmo quadrato | 0,069987 | m²    |

| Comuni                                                                                 | Denominazione                                            | Valore   | Unità |
| -------------------------------------------------------------------------------------- | -------------------------------------------------------- | -------- | ----- |
| Tutti i comuni                                                                         | Palmo quadrato                                           | 0,069522 | m²    |
| Tutti i comuni meno i seguenti                                                         | Tomolata di 400 passi quadrati di palmi 12 di lato       | 4004,46  | m²    |
| Farindola                                                                              | Soma di 1000 palmi di lato                               | 69521,87 | m²    |
| Collecorvino                                                                           | Tomolo di passi quadrati 266 2/3 di palmi 13 1/3 di lato | 3295,85  | m²    |
| Rosciano                                                                               | Tomolata di 400 passi quadrati di palmi 11 di lato       | 3364,86  | m²    |
| Cugnoli, Alanno                                                                        | Tomolo di 400 passi quadrati di palmi 10 2/3 di lato     | 3164,02  | m²    |
| Castione a Casauria                                                                    | Opera di 400 passi quadrati di palmi 9 1/2 di lato       | 2509,74  | m²    |
| Terre de' Passeri                                                                      | Tomolo di 400 passi quadrati di palmi 10 di lato         | 2780,87  | m²    |
| Castiglione Messer Raimondo, Castellamare Adriatico, Montesilvano, Cepagatti, Spoltore | Tomolo di 333 1/3 passi quadrati di palmi 12 di lato     | 3337,05  | m²    |

Il moggio legale agrario è di 10000 palmi quadrati.
100 palmi quadrati legali fanno la canna quadrata legale.
La canna quadrata abusiva anteriore al 1840 è di 64 palmi quadrati.

## Misure di volume
| Comuni         | Denominazione             | Valore                    | Unità                     |
| -------------- | ------------------------- | ------------------------- | ------------------------- |
| Tutti i comuni | Secondo la legge del 1840 | Secondo la legge del 1840 | Secondo la legge del 1840 |
| Tutti i comuni | Palmo cubo                | 18,515                    | L                         |
| Tutti i comuni | Prima del 1840            |                           |                           |
| Tutti i comuni | Palmo cubo                | 18,331                    | L                         |

Secondo la legge del 1840 mille palmi cubi legali fanno la canna cuba legale.
Secondo l'uso anteriore al 1840 mille palmi cubi fanno la pertica cuba e 512 palmi cubi fanno la canna cuba.
La canna di costumanza per la fabbriche equivale ad un quarto di canna cuba abusiva.
La canna per la legna da fuoco equivale a mezza canna cuba abusiva.
Palmi cubi abusivi 9 1/3 fanno la soma per l'arena che si divide in 7 cofani.

## Misure di capacità per gli aridi
| Comuni         | Denominazione             | Valore                    | Unità                     |
| -------------- | ------------------------- | ------------------------- | ------------------------- |
| Tutti i comuni | Secondo la legge del 1840 | Secondo la legge del 1840 | Secondo la legge del 1840 |
| Tutti i comuni | Tomolo                    | 55,5451                   | L                         |
| Tutti i comuni | Prima del 1840            |                           |                           |
| Tutti i comuni | Tomolo                    | 55,3189                   | L                         |

Il tomolo legale e l'abusivo si dividono in 24 misure.
Nel comune di Rosciano il tomolo si fa di sole 20 misure.

## Misure di capacità per i liquidi
| Comuni         | Denominazione          | Valore   | Unità |
| -------------- | ---------------------- | -------- | ----- |
| Tutti i comuni | Barile                 | 43,6250  | L     |
| Tutti i comuni | Caraffa di once 27,143 | 0,727084 | L     |

| Comuni | Denominazione          | Valore   | Unità |
| --- | ---------------------- | -------- | ----- |
| Penne, Spoltore, Montebello di Bertona, Collecorvino, Moscito, Picciano, Pianelle, Cugnoli, Nocciano, Alanno, Loreto Aprutino | Barile di 60 caraffe   | 38,5730  | L     |
| Penne, Spoltore, Montebello di Bertona, Collecorvino, Moscito, Picciano, Pianelle, Cugnoli, Nocciano, Alanno, Loreto Aprutino | Caraffa di once 24     | 0,642884 | L     |
| Farindola, Castellammare Adriatico, Bacucco, Vicoli                                                                           | Barile di 60 caraffe   | 45,0019  | L     |
| Farindola, Castellammare Adriatico, Bacucco, Vicoli                                                                           | Caraffa di once 28     | 0,750031 | L     |
| Bisenti | Barile di 60 caraffe   | 53,5737  | L     |
| Bisenti | Caraffa di 1 rotolo    | 0,892894 | L     |
| Basciano, Castiglione Messer Raimondo, Rosciano                                                                               | Barile di 60 caraffe   | 48,2163  | L     |
| Basciano, Castiglione Messer Raimondo, Rosciano                                                                               | Caraffa di once 30     | 0,803605 | L     |
| Cermignano | Salma di 120 caraffe   | 107,1473 | L     |
| Cermignano | Caraffa di 1 rotolo    | 0,892894 | L     |
| Penna S. Andrea | Salma di 120 caraffe   | 102,8614 | L     |
| Penna S. Andrea | Caraffa di once 32     | 0,857179 | L     |
| Città Sant'Angelo, Elice, Brittoli, Castiglione a Casauria, Pescosansonesco                                                   | Barile di 60 caraffe   | 43,3947  | L     |
| Città Sant'Angelo, Elice, Brittoli, Castiglione a Casauria, Pescosansonesco                                                   | Caraffa di once 27     | 0,723244 | L     |
| Civitacquana | Barile di 60 caraffe   | 41,7875  | L     |
| Civitacquana | Caraffa di once 26     | 0,696458 | L     |
| Torre de' Passeri, Pietranico                                                                                                 | Salma di 120 caraffe   | 77,1461  | L     |
| Torre de' Passeri, Pietranico                                                                                                 | Caraffa di once 24     | 0,642884 | L     |
| Montesilvano | Campione di 20 caraffe | 12,8577  | L     |
| Montesilvano | Caraffa di once 24     | 0,642884 | L     |

| Comuni                                                 | Denominazione                           | Valore  | Unità |
| ------------------------------------------------------ | --------------------------------------- | ------- | ----- |
| Tutti i comuni meno i seguenti                         | Metro di rotoli 23,04 = 20,529 kg       | 22,4775 | L     |
| Castel Castagna                                        | Mezzo metro di rotoli 11,52 = 10,264 kg | 11,2388 | L     |
| Basciano, Pianella, Spoltore, Corvara, Pescosansonesco | Metro di rotoli 21,6 = 19,246 kg        | 21,0727 | L     |
| Rosciano                                               | Metro di rotoli 23,76 = 21,170 kg       | 23,1799 | L     |
| Catignano, Castiglione a Casauria                      | Staio di rotoli 22,32 = 19,887 kg       | 21,7751 | L     |

Il barile legale è di 60 caraffe.
12 barili fanno una botte.
I pesi indicati per le misure da vino sono quelli del volume di acqua distillata che dovevano contenere, e non servono che di nomenclatura distintiva.
I pesi indicati per le misure da olio sono quelli del volume di olio che deve in esse contenersi, giacché nel sistema metrico napolitano l'olio si misurava a peso e non a capacità.

## Pesi
| Comuni         | Denominazione | Valore  | Unità |
| -------------- | ------------- | ------- | ----- |
| Tutti i comuni | Rotolo        | 890,997 | g     |
| Tutti i comuni | Libbra        | 320,759 | g     |

Secondo la legge del 1840 il rotolo è di once 33 1/3 e si divide in 1000 trappesi.
100 rotoli fanno un cantaro.
La libbra si divide in 12 once, l'oncia in 30 trappesi.
Secondo l'uso anteriore al 1840 cento libbre fanno il cantaro piccolo.
Gli orefici dividono l'oncia in 30 trappesi, il trappeso in 20 acini.
I gioiellieri dividono l'oncia in 130 carati, il carato in 4 grani, il grano in 16 sedicesimi.
I farmacisti dividono l'oncia in 10 dramme, la dramma in 3 scrupoli, lo scrupolo in 2 oboli, l'obolo in 10 acini o grani.
Dramme 1 1/2 fanno il peso aureo.
40 rotoli fanno un peso per la calce.
4 rotoli fanno una decina, peso da lana.
Secondo la varietà dei luoghi e delle merci si usavano pure rotoli di once 33 e 36.

## Territorio
Nel 1874 nel circondario di Penne erano presenti 36 comuni divisi in 7 mandamenti.
- Bisenti • Bacucco, Basciano, Bisenti, Castel Castagna, Castiglione Messer Raimondo, Cermignano, Penna Sant'Andrea
- Catignano • Brittoli, Carpineto della Nora, Catignano, Civitaquana, Civitella Casanova, Cugnoli, Nocciano, Vicoli
- Città Sant'Angelo • Castellamare Adriatico, Città Sant'Angelo, Elice, Montesilvano
- Loreto Aprutino • Collecorvino, Loreto Aprutino, Moscufo, Picciano
- Penne • Farindola, Montebello di Bertona, Penne
- Pianella • Cepagatti, Pianella, Rosciano, Spoltore
- Torre de' Passeri • Alanno, Castiglione a Casauria, Corvara, Pescosansonesco, Pietranico, Torre de' Passeri